# Podjelovo Brdo
Podjelovo Brdo – wieś w Słowenii, w gminie Gorenja vas-Poljane. W 2018 roku liczyła 148 mieszkańców.